# توماسو اوجلو
توماسو اوجلو (انگلیسی: Tommaso Augello؛ زادهٔ ۳۰ اوت ۱۹۹۴) بازیکن فوتبال اهل ایتالیا است.
از باشگاه‌هایی که در آن بازی کرده‌است می‌توان به باشگاه فوتبال اسپتزیا اشاره کرد.